# Lucicutia orientalis
Lucicutia orientalis is een eenoogkreeftjessoort uit de familie van de Lucicutiidae. De wetenschappelijke naam van de soort is voor het eerst geldig gepubliceerd in 1950 door Brodsky.